# Apsyda (astronomia)

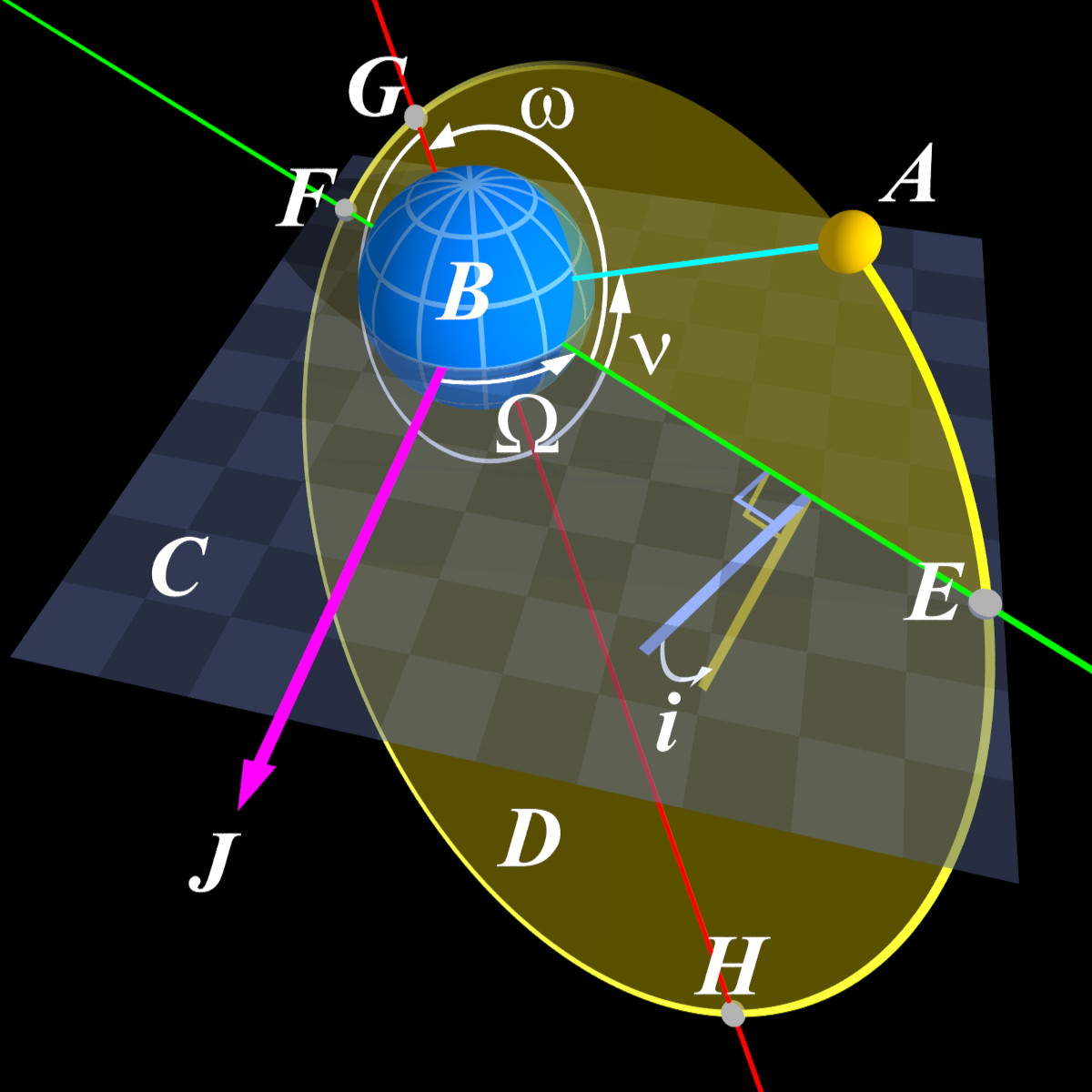
Elementy eliptycznej orbity ciała niebieskiego (A) krążącego wokół Ziemi (B). Literami G i H zaznaczono, kolejno, perycentrum (perygeum) i apocentrum (apogeum), a czerwony odcinek to linia apsyd.

Apogeum i perygeum

Apsyda – jeden z dwóch skrajnych punktów orbity eliptycznej. Apsydami są:
- perycentrum (peryapsis) – punkt orbity najbliższy środkowi masy układu, zwykle ciału centralnemu o masie znacznie większej od mniejszego ciała obiegającego, tzw. punkt największego zbliżenia; grecki przedrostek pery- oznacza w tym kontekście „przy”[1]
- apocentrum (apoapsis) – punkt orbity najdalszy środkowi masy układu, tzw. punkt największego oddalenia; grecki przedrostek apo- oznacza w tym kontekście „odległy” lub „oddalony”[2].

Linia prosta łącząca apsydy orbity – perycentrum z apocentrum – nazywa się linią apsyd (na rysunku obok czerwony odcinek GH).

## Ujęcie matematyczne
Wartości apsyd można wyznaczyć z następujących równań:
- Perycentrum:

maksymalna prędkość {\displaystyle v_{\mathrm {per} }={\sqrt {\frac {(1+e)\mu }{(1-e)a}}}} przy najmniejszej odległości, co daje {\displaystyle r_{\mathrm {per} }=(1-e)a} (odległość perycentrum)
- Apocentrum:

najmniejsza prędkość {\displaystyle v_{\mathrm {ap} }={\sqrt {\frac {(1-e)\mu }{(1+e)a}}}} przy największej odległości {\displaystyle r_{\mathrm {ap} }=(1+e)a} (odległość apocentrum),
gdzie:
{\displaystyle a} – długość półosi wielkiej
{\displaystyle e} – mimośród orbity (ekscentryczność)
{\displaystyle \mu } – standardowy parametr grawitacyjny

### Własności
{\displaystyle e={\frac {r_{\mathrm {ap} }-r_{\mathrm {per} }}{r_{\mathrm {ap} }+r_{\mathrm {per} }}}=1-{\frac {2}{{\frac {r_{\mathrm {ap} }}{r_{\mathrm {per} }}}+1}}}
- Średnia arytmetyczna obu odległości daje wielkość półosi wielkiej orbity, {\displaystyle a}
- Średnia geometryczna obu odległości daje wielkość półosi małej orbity, {\displaystyle b}
- Średnia geometryczna obu prędkości {\displaystyle (v_{\mathrm {per} },v_{\mathrm {ap} }),} równa {\displaystyle {\sqrt {-2\epsilon }},} mówi o ile trzeba zwiększyć prędkość ciała obiegającego, by osiągnęło, tzw. prędkość ucieczki, czyli drugą prędkość kosmiczną.

## Nazewnictwo
Apsydy ważnych ciał niebieskich, w szczególności Układu Słonecznego, mają własne nazwy. Pochodzą one od greckiej lub łacińskiej, nazwy ciała niebieskiego.
| Ciało centralne | Nazwa peryapsis                                          | Nazwa apoapsis                                      |
| --------------- | -------------------------------------------------------- | --------------------------------------------------- |
| Czarna dziura   | perinigricon, perimelasma                                | aponigricon, apomelasma                             |
| Galaktyka       | perygalacticon                                           | apogalacticon                                       |
| Gwiazda         | peryastron (periastron)                                  | apastron (apoastron)                                |
| Jowisz          | peryjowium, peryzene                                     | apjowium, apozene                                   |
| Księżyc         | perycyntion, peryselenium, perylune, perysel, peryselene | apocyntion, aposelenium, apolune, aposel, aposelene |
| Mars            | peryreum, periareion                                     | apareum, apoareion                                  |
| Merkury         | peryhermion                                              | apohermion                                          |
| Neptun          | peryposeidion                                            | apoposeidion                                        |
| Pluton          | peryhadion                                               | apohadion                                           |
| Saturn          | perysaturnium, perykrone                                 | apsaturnium, apokrone                               |
| Słońce          | peryhelium                                               | aphelium, apfelium                                  |
| Uran            | peryuranion                                              | apouranion                                          |
| Wenus           | peryafrum, perycytherion, perycytherean, perikrition     | apafrum, apocytherion, apocytherean, apokrition     |
| Ziemia          | perygeum                                                 | apogeum                                             |

## Apsydy orbity Ziemi

Schemat położenia i oświetlenia Ziemi w peryhelium i aphelium

Ziemia przechodzi przez aphelium i peryhelium swojej orbity, odpowiednio, w lipcu i w styczniu. Z powodu zjawiska precesji, związek apsyd z porami roku na Ziemi ulega stopniowemu odwróceniu z okresem 25 765 lat (rok platoński).
| Rok  | Peryhelium (UTC+1) | Aphelium (UTC+2) |
| ---- | ------------------ | ---------------- |
| 2000 | 3 stycznia, 06:18  | 4 lipca, 01:49   |
| 2001 | 4 stycznia, 09:52  | 4 lipca, 15:37   |
| 2002 | 2 stycznia, 15:09  | 6 lipca, 05:47   |
| 2003 | 4 stycznia, 06:02  | 4 lipca, 07:40   |
| 2004 | 4 stycznia, 18:42  | 5 lipca, 12:54   |
| 2005 | 2 stycznia, 01:35  | 5 lipca, 06:58   |
| 2006 | 4 stycznia, 16:30  | 4 lipca, 01:10   |
| 2007 | 3 stycznia, 20:43  | 7 lipca, 01:53   |
| 2008 | 3 stycznia, 00:51  | 4 lipca, 09:41   |
| 2009 | 4 stycznia, 16:30  | 4 lipca, 03:40   |
| 2010 | 3 stycznia, 01:09  | 6 lipca, 13:30   |
| 2011 | 3 stycznia, 19:32  | 4 lipca, 16:54   |
| 2012 | 5 stycznia, 01:32  | 5 lipca, 05:32   |

| Rok  | Peryhelium (UTC+1) | Aphelium (UTC+2) |
| ---- | ------------------ | ---------------- |
| 2013 | 2 stycznia, 05:38  | 5 lipca, 16:44   |
| 2014 | 4 stycznia, 12:59  | 4 lipca, 02:13   |
| 2015 | 4 stycznia, 07:36  | 6 lipca, 21:40   |
| 2016 | 2 stycznia, 23:49  | 4 lipca, 18:24   |
| 2017 | 4 stycznia, 15:18  | 3 lipca, 22:11   |
| 2018 | 3 stycznia, 06:35  | 6 lipca, 18:47   |
| 2019 | 3 stycznia, 06:20  | 5 lipca, 00:11   |
| 2020 | 5 stycznia, 08:48  | 4 lipca, 13:35   |
| 2021 | 2 stycznia, 14:51  | 6 lipca, 00:27   |
| 2022 | 4 stycznia, 07:55  | 4 lipca, 09:11   |
| 2023 | 4 stycznia, 17:17  | 6 lipca, 22:07   |
| 2024 | 3 stycznia, 01:39  | 5 lipca, 07:06   |
| 2025 | 4 stycznia, 14:28  | 3 lipca, 21:55   |